# ترانزستور الوصلة المسبوكة

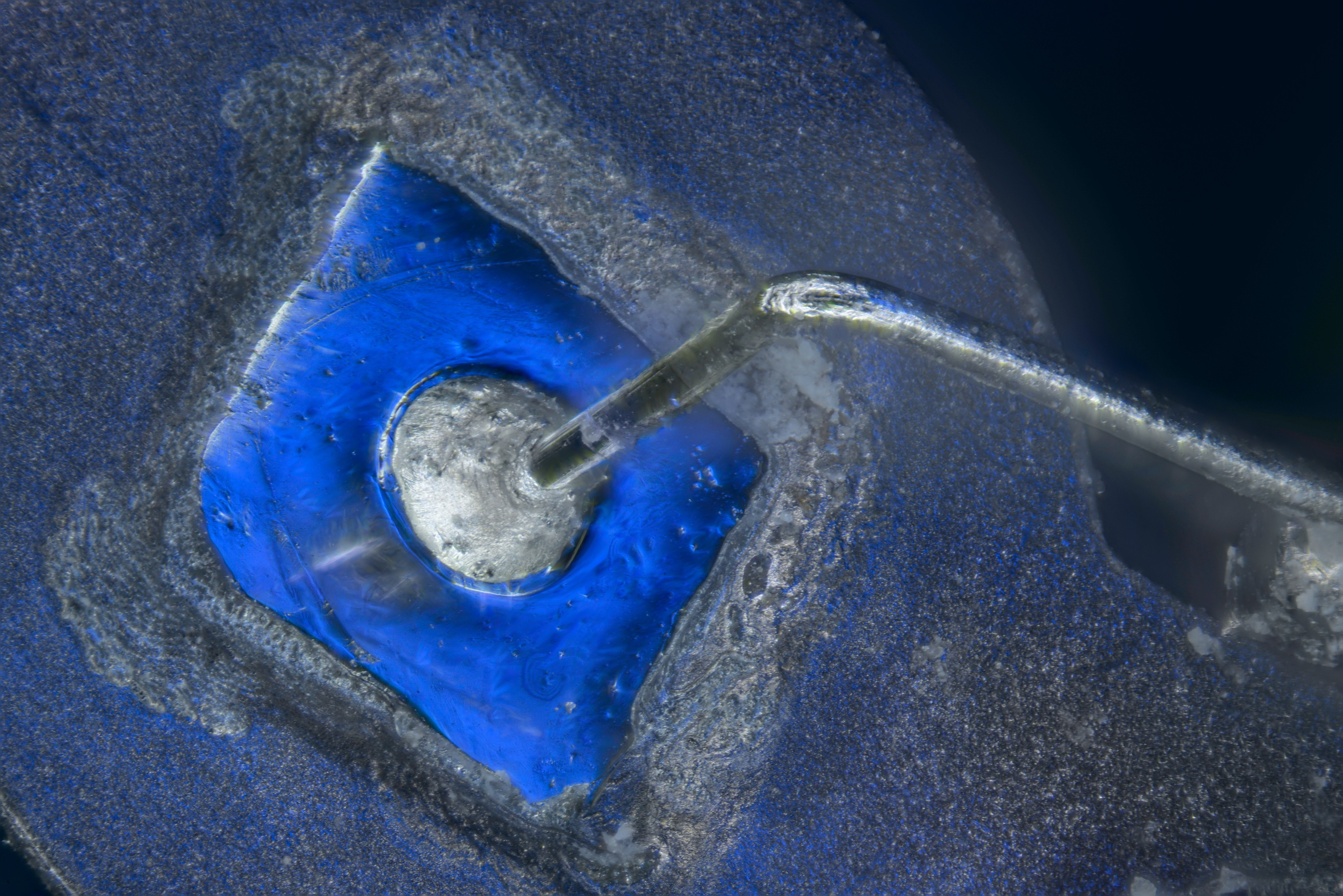
منظر عن قرب للجزء الداخلي من ترانزستور تقاطع سبائك الجرمانيوم RCA 2N140 PNP، حوالي عام 1953

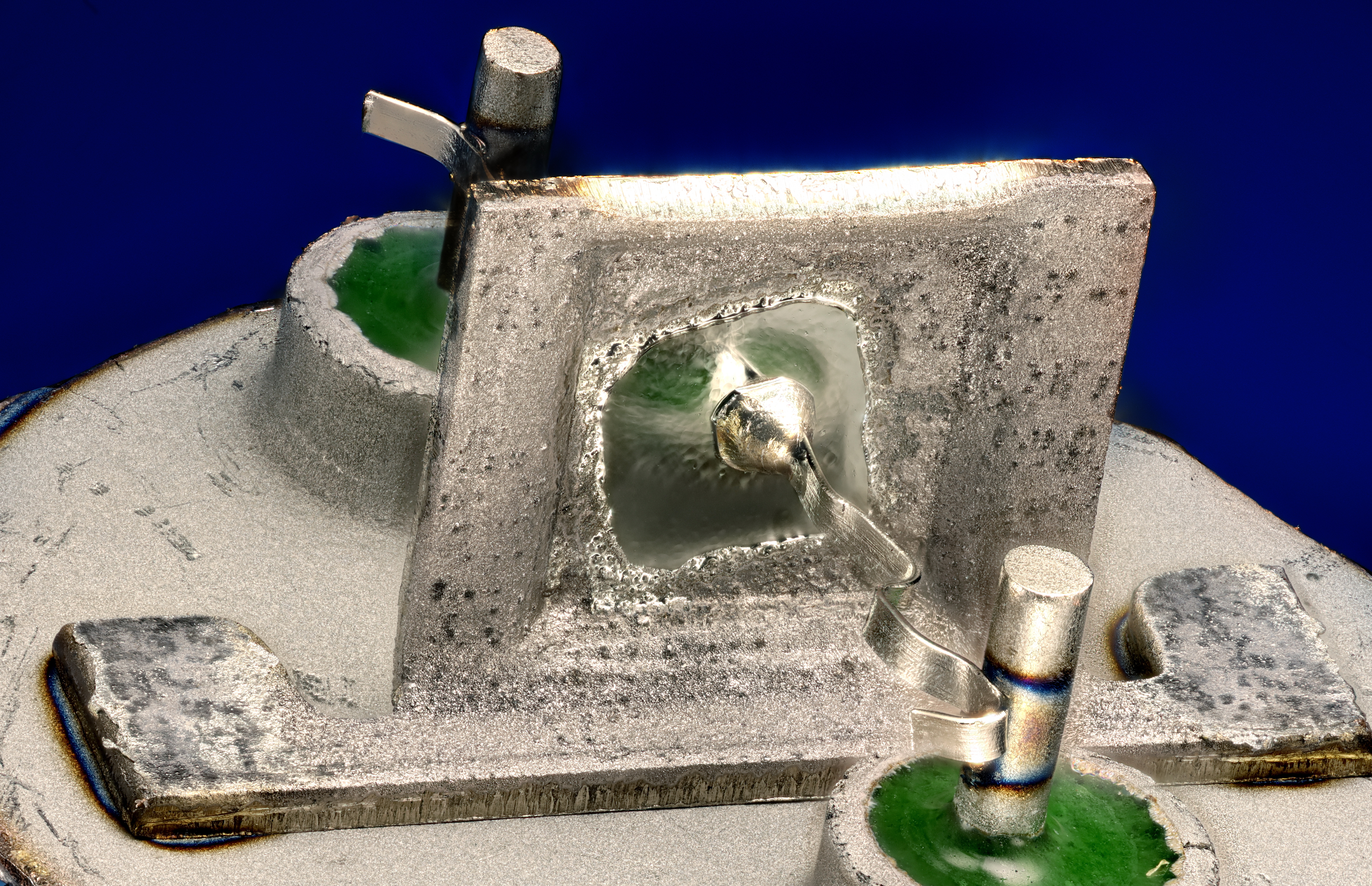
منظر عن قرب للجزء الداخلي من ترانزستور تقاطع سبائك الجرمانيوم PNP من سبائك الجرمانيوم من جنرال إلكتريك، 1960s

ترانزستور الوصلة ذو سبيكة الجرمانيوم، أو الترانزستور السبيكي، هو نوعًا مبكرًا من ترانزستور الوصلات ثنائي القطب تم تطويره في جنرال إلكتريك وشركة راديو أمريكا في عام 1951 كتحسين على الترانزستور النامي في وقت سابق.
البناء المعتاد لترانزستور الوصلات السبائكية هو بلورة الجرمانيوم التي تشكل القاعدة، مع حبات من سبائك الباعث والمجمع مدمجة على جوانب متقابلة. تم استخدام الإنديوم والأنتيمون بشكل شائع لتشكيل تقاطعات سبيكة على شريط من الجرمانيوم من النوع N. يبلغ قطر بيليه الوصلة المجمعة حوالي 50 مل (جزء من الألف من البوصة)، ويبلغ قطر الحبيبات الباعثة حوالي 20 مل. ستكون منطقة القاعدة في حدود 1 مل (0.001 بوصة، 25 ميكرومتر) سميكة. كانت هناك عدة أنواع من ترانزستورات الوصلات السبائكية المُحسَّنة التي تم تطويرها على مر السنين التي تم تصنيعها فيها.
أصبحت جميع أنواع ترانزستورات الوصلات السبائكية قديمة وعفا عليها الزمن في أوائل الستينيات، مع إدخال الترانزستور المستوي الذي يمكن إنتاجه بكميات كبيرة بسهولة بينما كان يجب تصنيع ترانزستورات الوصلات السبائكية بشكل فردي. كانت أول ترانزستورات الجرمانيوم المستوية ذات خصائص أسوأ بكثير من ترانزستورات الجرمانيوم ذات الوصلات السبائكية في تلك الفترة ، لكنها كانت تكلفتها أقل بكثير، وتحسنت خصائص الترانزستورات المستوية بسرعة كبيرة، متجاوزة بسرعة تلك الموجودة في جميع ترانزستورات الجرمانيوم السابقة.

## الترانزستور سبائك دقيقة
تم تطوير الترانزستور ذي السبائك الدقيقة ( MAT ) بواسطة فيلكو كنوع محسّن من ترانزستور الوصلات السبائكية، وهو يوفر سرعة أعلى بكثير.
وهو مصنوع من بلورة شبه موصلة تشكل القاعدة، حيث يتم حفر زوج من الآبار (على غرار ترانزستور الحاجز السطحي السابق لفيلكو) على جوانب متقابلة ثم دمج حبات الباعث والمجمع في الآبار.

## الترانزستور المنتشر من سبيكة دقيقة
تم تطوير الترانزستور المنتشر ذو السبائك الدقيقة ( MADT )، أو الترانزستور ذو القاعدة المنتشرة من السبائك الدقيقة، بواسطة فبلكو كنوع محسن من الترانزستور ذي السبائك الدقيقة؛ عرضت سرعة أعلى. إنه نوع من الترانزستور ذو القاعدة المنتشرة .
قبل استخدام التقنيات الكهروكيميائية وحفر آبار الاكتئاب في المادة البلورية شبه الموصلة الأساسية ، يتم إنشاء طبقة غازية فسفور منتشرة ساخنة فوق البلورة الأساسية شبه الموصلة الداخلية بالكامل، مما يؤدي إلى إنشاء مادة شبه موصلة أساسية متدرجة من النوع N. إن بئر الباعث محفور بشكل ضحل جدًا في هذه الطبقة الأساسية المنتشرة.
للتشغيل عالي السرعة، يتم حفر بئر المجمع على طول الطريق من خلال الطبقة الأساسية المنتشرة ومن خلال معظم منطقة أشباه الموصلات الأساسية الجوهرية ، مما يشكل منطقة قاعدية رفيعة للغاية. تم إنشاء مجال كهربائي هندسي في الطبقة الأساسية المنتشرة لتقليل وقت عبور قاعدة حامل الشحنة (على غرار ترانزستور مجال الانجراف ) .

## الترانزستور المنتشر بعد السبائك
تم تطوير الترانزستور المنتشر بعد السبائك ( PADT )، أو الترانزستور المنتشر بعد السبائك، بواسطة فيليبس (لكن GE وRCA تقدمت للحصول على براءة اختراع وحصل جاك بانكوف من RCA على براءة اختراع له) كتحسين لتقاطع سبيكة الجرمانيوم الترانزستور، عرضت سرعة أعلى. إنه نوع من الترانزستور ذو القاعدة المنتشرة.
كان الترانزستور المنتشر ذو السبائك الدقيقة فيلكو يعاني من ضعف ميكانيكي حد من سرعته في النهاية؛ سوف تنكسر الطبقة الأساسية الرقيقة المنتشرة إذا أصبحت رفيعة جدًا، ولكن للحصول على سرعة عالية ، يجب أن تكون رفيعة قدر الإمكان. كما كان من الصعب للغاية التحكم في صناعة السبائك على جانبي هذه الطبقة الرقيقة.
حل الترانزستور المنتشر بعد السبائك هذه المشكلة عن طريق جعل بلورة أشباه الموصلات السائبة المجمّع (بدلاً من القاعدة)، والتي يمكن أن تكون سميكة بالقدر اللازم للقوة الميكانيكية. تم إنشاء الطبقة الأساسية المنتشرة فوق هذا. ثم تم دمج خرزتين من السبائك، واحدة من النوع P والأخرى من النوع N أعلى الطبقة الأساسية المنتشرة. ثم أصبحت الحبة التي لها نفس نوع المادة القاعدية جزءًا من القاعدة وأصبحت الحبة التي لها النوع المعاكس من القاعدة المشبعة هي الباعث.
تم إنشاء مجال كهربائي هندسي في الطبقة الأساسية المنتشرة لتقليل وقت عبور قاعدة حامل الشحنة (على غرار ترانزستور مجال الانجراف).

## معرض الصور

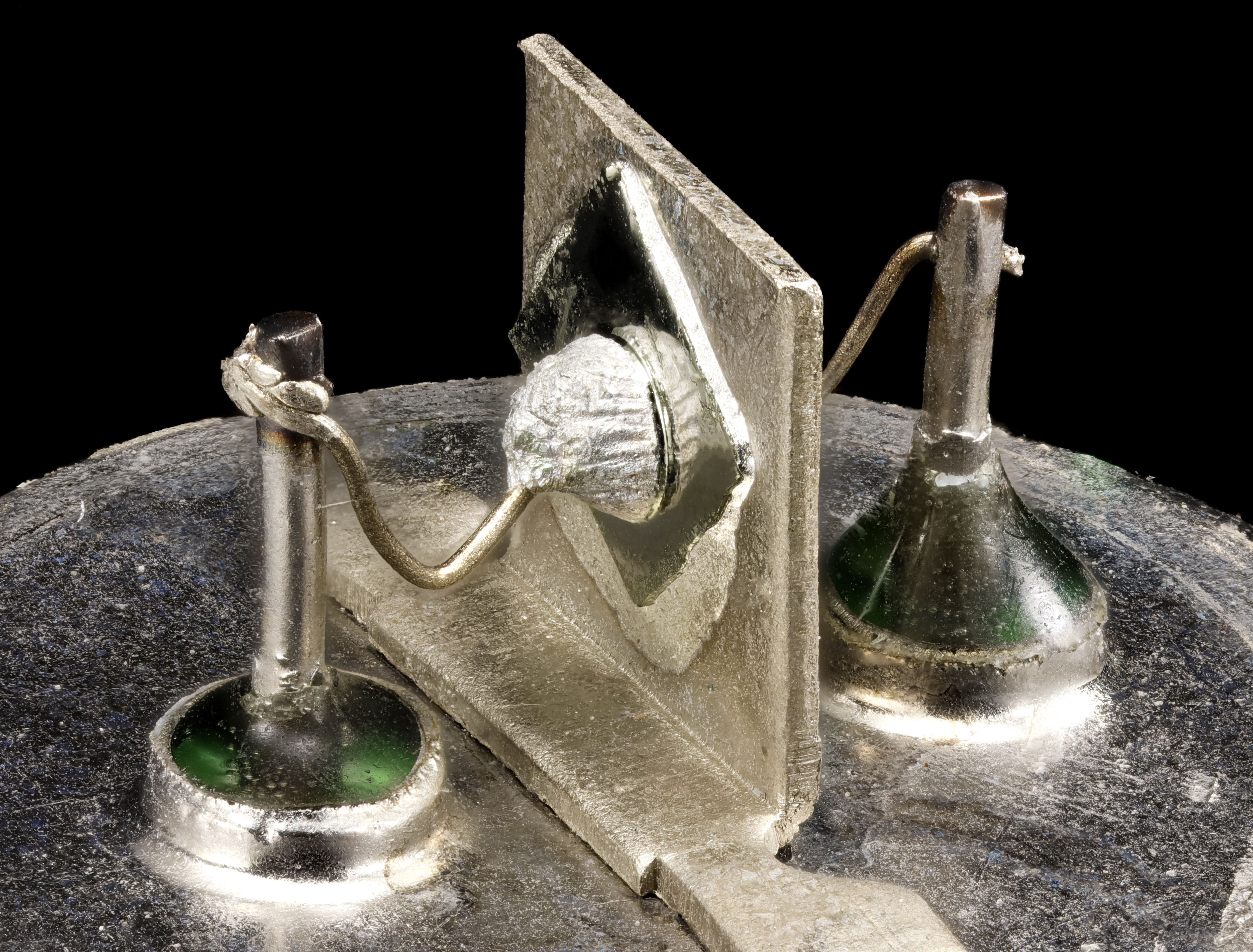
TG 51 PNP ترانزستور من سبيكة الجرمانيوم صنع بواسطة TEWA بولندا
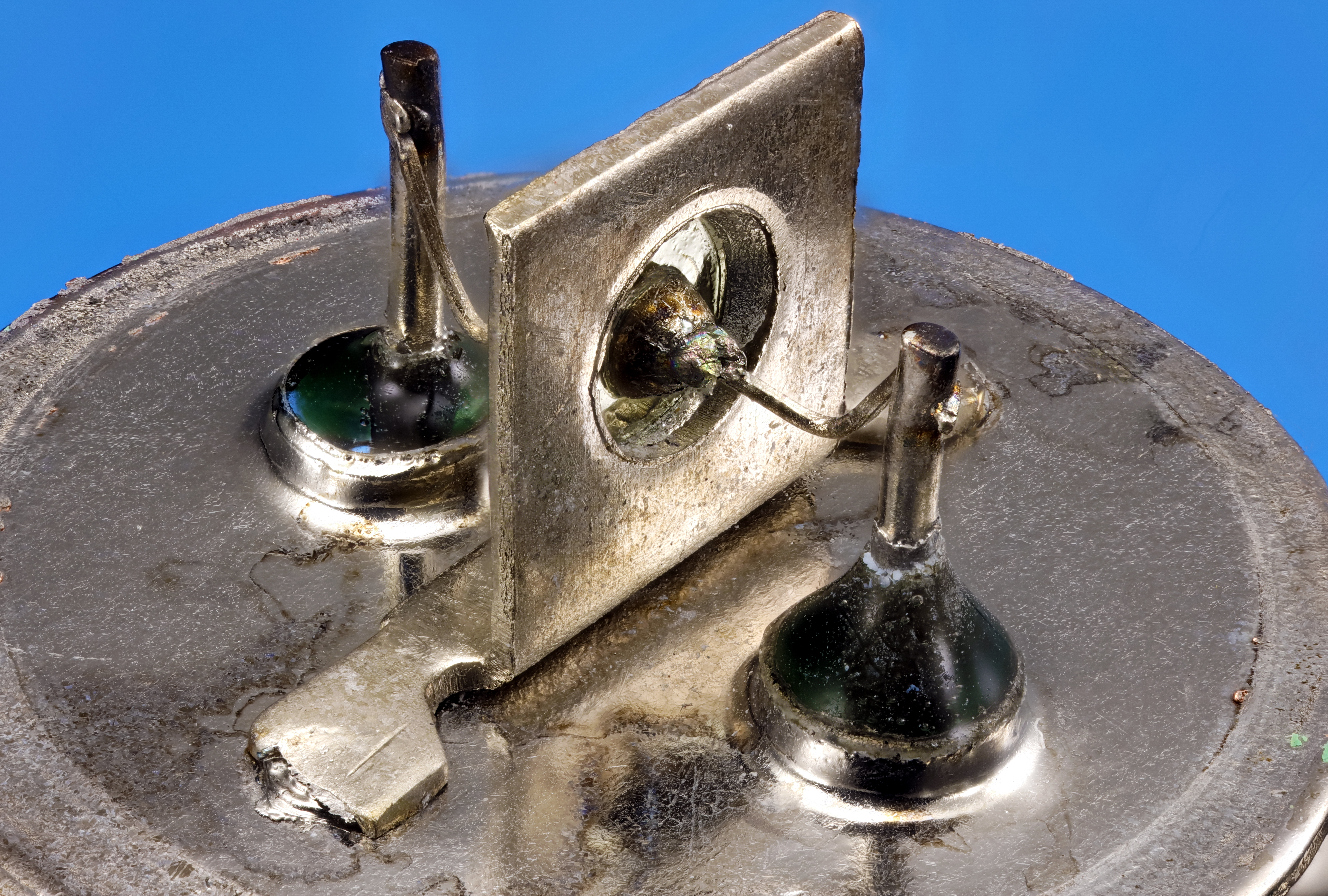
TG 51 PNP ترانزستور من سبيكة الجرمانيوم صنع بواسطة TEWA بولندا
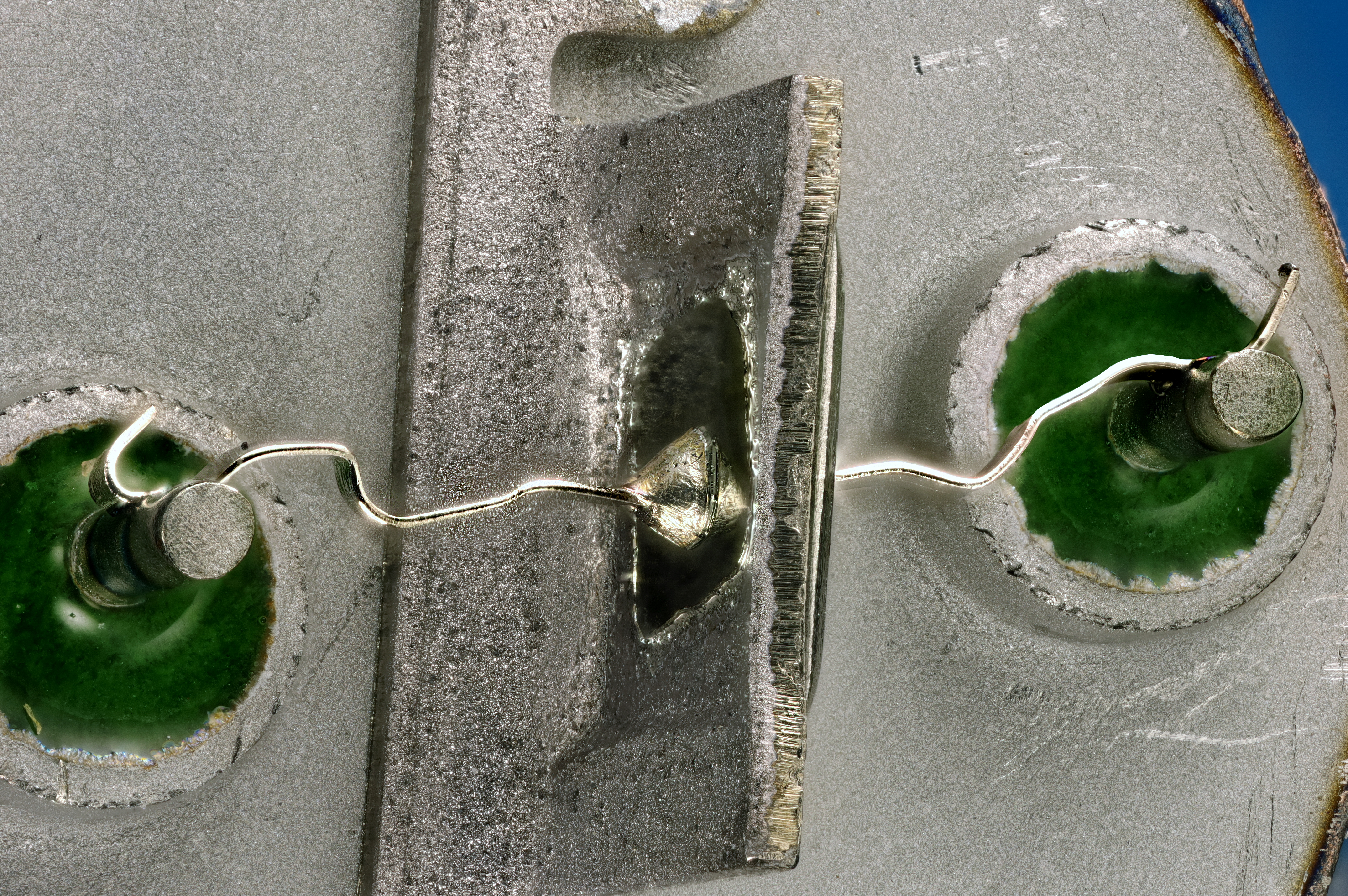
جنرال إلكتريك 2N1307 PNP ترانزستور سبيكة الجرمانيوم
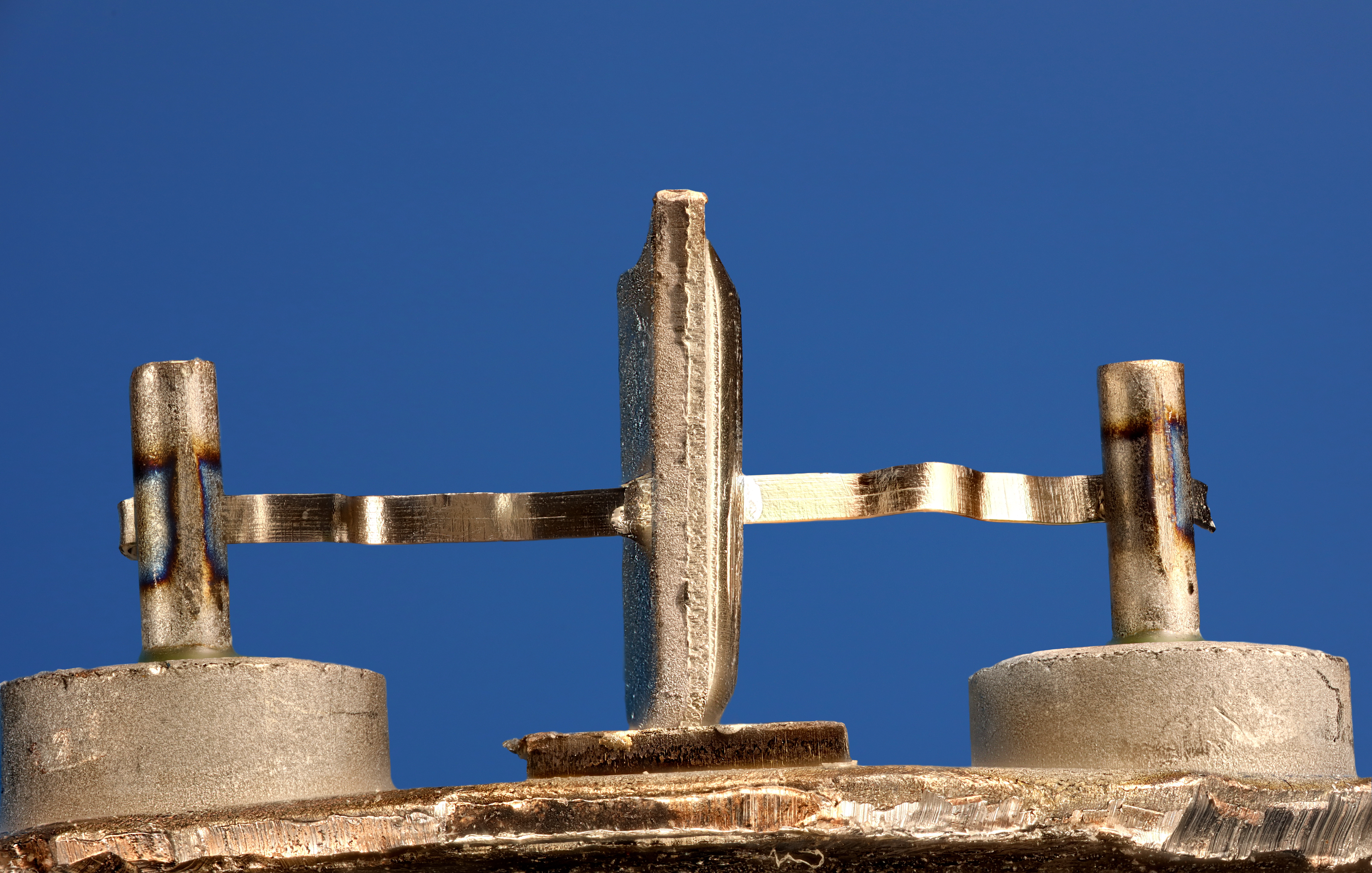
جنرال إلكتريك 2N1307 PNP ترانزستور سبيكة الجرمانيوم
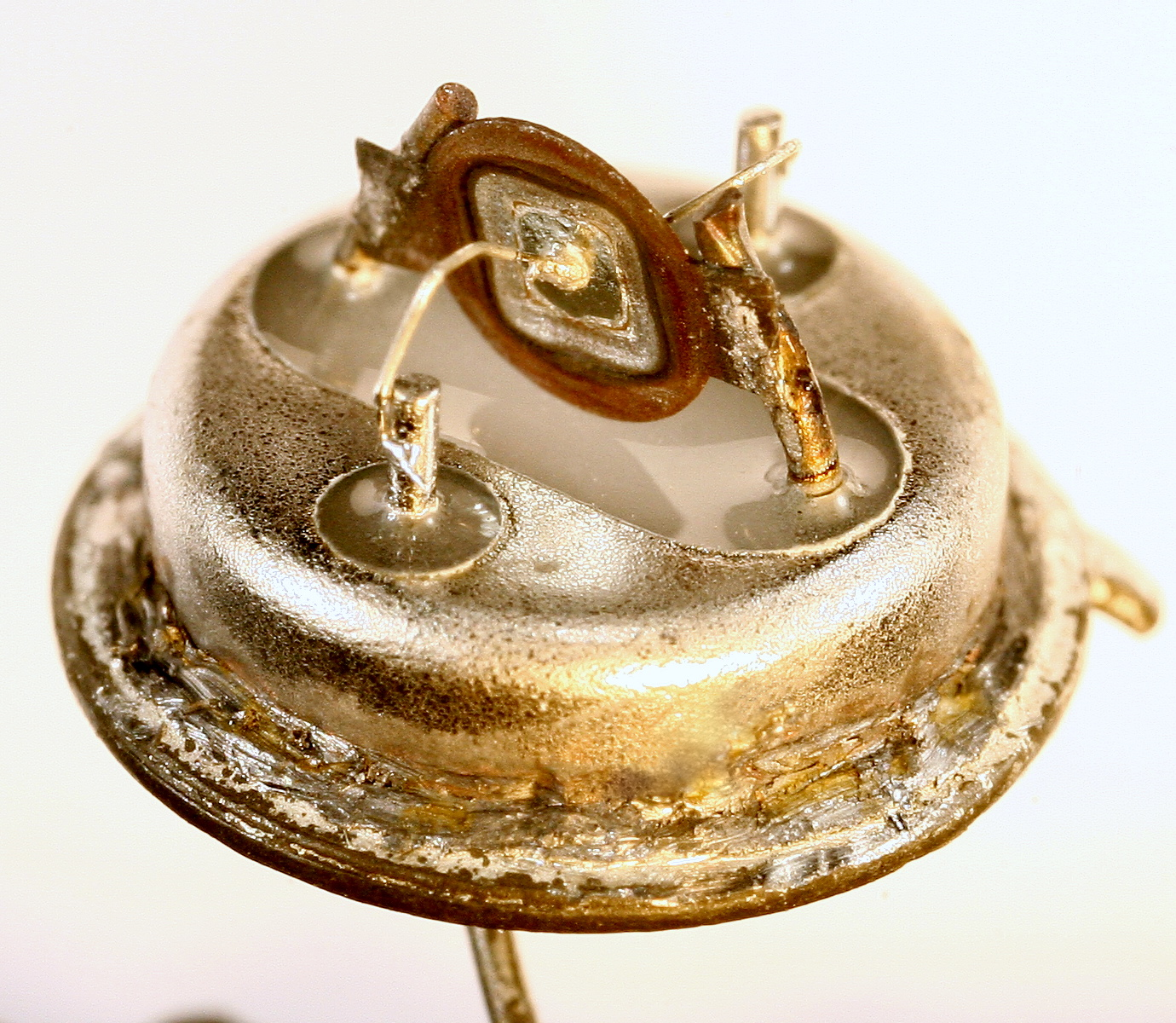
RCA 2N404 الجرمانيوم PNP الترانزستور. مفتاح سرعة متوسطة
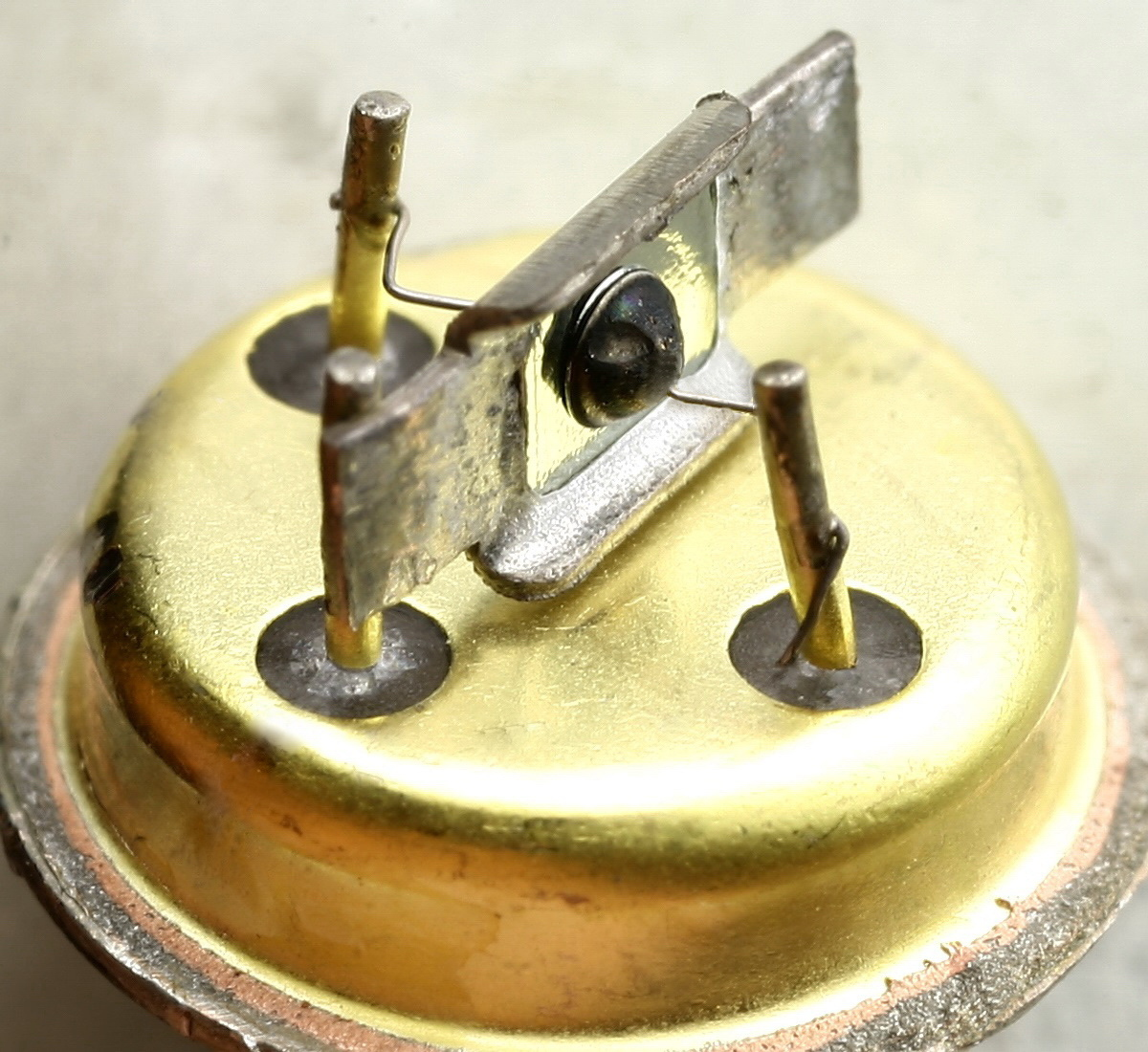
ترانزستور من سبائك الجرمانيوم PNP مخصص لمضخم / مفتاح AF

## روابط خارجية
- صنع تقاطع الترانزستورات